# Héctor José Cámpora
Pour les articles homonymes, voir Campora (homonymie).
Héctor José Cámpora (né le 26 mars 1909, mort le 18 décembre 1980), surnommé affectueusement El Tío (« l'oncle »), est un homme politique argentin, péroniste de gauche, originaire de Mercedes (Buenos Aires). Élu président de la République aux élections de mars 1973 en tant que candidat officiel du FREJULI, la coalition du Parti justicialiste de Juan Perón, il prit ses fonctions le 25 mai 1973. À peine 49 jours plus tard, il dut démissionner, laissant le 13 juillet 1973 la place au président par intérim Raúl Alberto Lastiri. Son buste a été placé à la Casa Rosada en novembre 2008, au cours d'une cérémonie d'inauguration présidée par Cristina Kirchner, en présence d'Esteban Righi, de la fille du gouverneur Oscar Bidegain et de son propre fils, Héctor Pedro Cámpora.

## De la jeunesse à la présidence

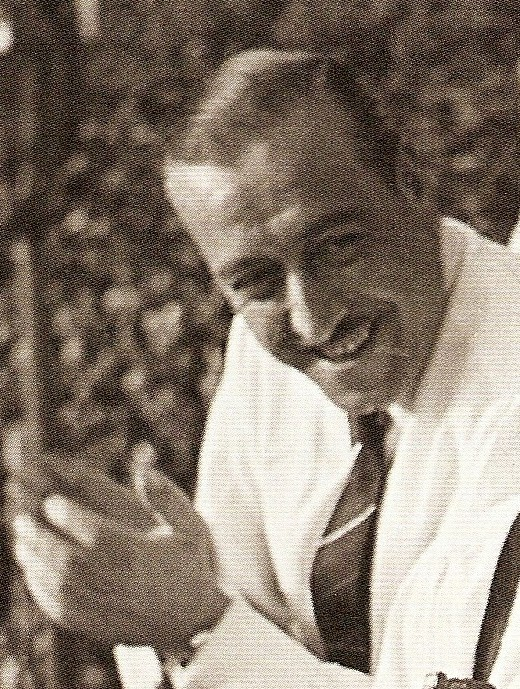
Hector Cámpora en 1951.

Cámpora fait carrière comme dentiste et est un militant péroniste convaincu ; il est élu député lors des élections générales de 1945 et préside la Chambre des Députés entre 1946 et 1952. Le motif de son éloignement est son amitié personnelle et politique pour Evita Perón. Après le décès de celle-ci, les secteurs réactionnaires et nationalistes du péronisme déplacèrent les modérés et les gauchistes tant au sein de l’État que dans l'entourage du président Perón.
En 1955, après la Révolution libératrice d'Aramburu et consorts, il se présente devant la justice pour blanchir sa situation. Cependant, il est faussement accusé de corruption et de malversation et est confiné au pénitencier d'Ushuaïa avec d'autres prisonniers politiques. En 1956, il s'enfuit de la prison avec un groupe d'autres péronistes et se réfugie au Chili. Plus tard, il retourne en Argentine, une fois clôturées ses inculpations, afin d'y aider sa famille. Il est nommé en 1968, par Jorge Daniel Paladino, alors délégué personnel de Perón, « délégué national du Parti justicialiste de la province de Buenos Aires », poste auquel il est remplacé en octobre 1970 par Héctor Agustín Sáinz.
En 1971 il est désigné délégué personnel de Juan Perón, en remplacement de Jorge Daniel Paladino, le général voulant favoriser l'aile gauche du péronisme, rétive à toute négociation avec la dictature. Dans ces circonstances, il mène à bien le plan de Perón pour récupérer le pouvoir en 1973, après la faillite de la Révolution argentine d'Onganía et consorts et profitant de l'ouverture du général-président Alejandro Agustín Lanusse formalisée dans le « Grand Accord national ».

## Présidence de la nation et exil
Héctor Cámpora se présent aux élections de mars 1973 comme candidat à la présidence de l'Argentine pour le FreJuLi (front justicialiste de libération), étant donné que Juan Domingo Perón en était exclu, de par une proscription du général Lanusse. Le mouvement péroniste affiche alors comme slogan « Cámpora au gouvernement, Perón au pouvoir ! » Il remporte les élections avec plus de 49,5 % des voix. 
Héctor Cámpora est investi le 25 mai suivant, en présence entre autres du président du Chili, Salvador Allende, et de celui de Cuba, Osvaldo Dorticós. Il est acclamé par plus d'un million de personnes sur la place de Mai. Il nomme comme ministre de l'Intérieur Esteban Righi (futur procureur de la Nation sous Nestor Kirchner), composant son gouvernement de représentants des diverses tendances (gauche et droite) du péronisme.
Le Parlement, où le Parti justicialiste a la majorité, s'apprête à voter à l'unanimité l'amnistie des 500 prisonniers politiques de la dictature militaire de la « Révolution argentine » (dont les survivants du massacre de Trelew de 1972 et différents guérilleros). Toutefois, en raison de la pression populaire, celle-ci a lieu avant la mise en vigueur de la loi, Cámpora et Righi décidant le jour même de l'investiture du nouveau gouvernement, de libérer les prisonniers. La loi d'amnistie est tout de même votée à l'unanimité les jours suivants,. Puis Cámpora renoue les relations diplomatiques avec Cuba, et commence à approvisionner ce pays en denrées alimentaires et produits industriels pour rompre le blocus. Le 30 mai, son gouvernement signe l'Acte de compromis national (ou « pacte social ») avec la CGT et le syndicat patronal de la CGE, qui vise à opérer une redistribution progressive des revenus du PNB et à mettre un frein à l'inflation.
Sa proximité avec la gauche péroniste le fait s'affronter avec la droite du parti, représentée en particulier par la branche syndicale du Parti justicialiste (dite « bureaucratie syndicale »). Le 20 juin, au retour de Perón, a lieu le massacre d'Ezeiza, un affrontement armé brutal entre les deux ailes du péronisme. Le chiffre des morts fut estimé à des dizaines, voire des centaines de personnes. Le lendemain, le général Perón quitte sa résidence pour rencontrer les ministres de Cámpora, en l'absence notable de ce dernier ainsi que d'Esteban Righi et du ministre des Affaires étrangères Juan Carlos Puig, les deux seuls qui ne seront pas reconduits dans leurs fonctions après la démission de Cámpora. Se rendant compte de cette rencontre confidentielle, le président Cámpora se rend à la maison personnelle du général où elle avait lieu et s'y voit accuser par Perón de favoriser les éléments « gauchistes » dans son gouvernement.
Finalement, le 13 juillet suivant, Perón lui ayant retiré sa confiance, Cámpora ainsi que Vicente Solano Lima renoncent à leur charge pour permettre l'organisation de nouvelles élections. Raúl Lastiri assume l'intérim, le président du Sénat, le péroniste Alejandro Díaz Bialet, ayant été écarté. Pérón les gagne avec plus de 60 % des voix. Une fois installé à la présidence en octobre, il nomme son prédécesseur ambassadeur au Mexique. Après le coup d'État de mars 1976, il se réfugie à l'ambassade du Mexique à Buenos Aires, qui lui y accorde l'asile politique. En 1979, la junte l'autorise à s'envoler vers le Mexique, où il meurt peu après.